# Ishak Belfodil
Ishak Belfodil (Mostaganem, 12 de enero de 1992) es un futbolista argelino que milita en el F. K. IMT de la Superliga de Serbia.

## Selección nacional
Fue llamado por la selección nacional de fútbol de Argelia por primera vez en agosto de 2012.[cita requerida]

## Clubes
| Club                        | País                   | Año       | Partidos | Goles |
| --------------------------- | ---------------------- | --------- | -------- | ----- |
| Olympique de Lyon           | Francia                | 2009-2012 | 13       | 0     |
| Bologna F. C. 1909 (cedido) | Italia                 | 2012      | 8        | 0     |
| Parma F. C.                 | Italia                 | 2012-2013 | 34       | 8     |
| Inter de Milán              | Italia                 | 2013-2014 | 10       | 1     |
| Livorno Calcio (cedido)     | Italia                 | 2014      | 17       | 0     |
| Parma F. C.                 | Italia                 | 2014-2015 | 23       | 1     |
| Baniyas S. C.               | Emiratos Árabes Unidos | 2015-2016 | 26       | 11    |
| Standard de Lieja           | Bélgica                | 2016-2018 | 40       | 17    |
| Werder Bremen (cedido)      | Alemania               | 2017-2018 | 29       | 6     |
| TSG 1899 Hoffenheim         | Alemania               | 2018-2021 | 60       | 18    |
| Hertha Berlín               | Alemania               | 2021-2022 | 30       | 6     |
| Al-Gharafa S. C.            | Catar                  | 2022-2023 | 24       | 8     |
| Sabah F. K.                 | Azerbaiyán             | 2023-2024 | 21       | 5     |
| F. K. IMT                   | Serbia                 | 2025-     | 15       | 4     |